# Eyldergaard
Eyldergaard est un petit lotissement du quartier de Heer dans le sud-est de la ville de Maastricht.

## Géographie
Le quartier est situé entre l'autoroute A2 à l'ouest et Gronsveld à l’est. Sur le côté nord, le lotissement jouxte le quartier ambonais et le manoir Eyl, et au sur se trouve le quartier De Heeg.
Le quartier a été construit dans les années 1980 et se compose essentiellement de maisons sans autres installations privées.

## Sources
- (nl) Cet article est partiellement ou en totalité issu de l’article de Wikipédia en néerlandais intitulé « Eyldergaard » (voir la liste des auteurs).

## Compléments